# Jack Doohan
Jack Doohan (Gold Coast, 2003. január 20.–) ausztrál autóversenyző, jelenleg az Alpine F1-es csapatának a pilótája.

## Magánélete
Édesapja Mick Doohan ötszörös MotoGP-világbajnok.

## Pályafutása

### A kezdetek
Jack Doohan 2003. január 20-án született Ausztráliában. Gokarttal töltött évei után tizenöt évesen, 2018-ban kezdett együléses formulaautókkal versenyezni, ekkor a brit Formula–4-bajnokságban indult az Arden Junior Racing versenyzőjeként, ahol csapattársa Dennis Hauger volt. Három győzelmet szerzett a bajnokság során, az összetett pontversenyt pedig az 5. helyen zárta, mindössze egy ponttal lemaradva a norvégtól. Az évadban során a német és az Olasz Formula–4-bajnokság néhány futamán szintén rajthoz állt a Prema Powerteam versenyzőjeként.

### Formula–3
2019-ben a Formula–3 Ázsia-bajnokságban állt rajthoz a Hitech Grand Prix versenyzőjeként, és öt futamgyőzelmet szerezve a pontverseny 2. helyezettje lett, 25 pontos hátrányban a japán Szaszahara Ukjótól.
A következő télen, a 2019–2020-as kiírásban a Pinnacle Motorsport alkalmazásában ismét ezüstérmet szerzett, ezúttal csak Joey Alders előzte meg az összetettben.
A 2020-as FIA Formula–3 szezonra a német HWA Racelab versenyzője lett. Csapattársai Jake Hughes és Enzo Fittipaldi voltak. Augusztus 1-jén Silverstone-ban Bent Viscaallal akadt össze, amelynek következtében véget ért a versenye. Az idényzáró mugellói pályán néhány körrel a vége előtt még a pontszerző 10. pozícióban autózott, de a végén a 11. helyen ért célba, így is megszerezve legjobb eredményét a kiírás során. A pilóták között a tabella 26. helye lett az övé, pont nélkül.
2021-ben már a Trident versenyzőjeként állt rajthoz Clément Novalak és David Schumacher csapattársaként. Az első állomáson, a barcelonai harmadik futamon megszerezte addigi legjobb helyezését, amikor másodikként futott be. Június 20-án Franciaországban esős körülmények között öt körrel a leintés előtt megelőzte Dennis Haugert, amivel legelső futamgyőzelmét aratta. Egészen az oroszországi Szocsiban rendezett szezonzáróig esélye volt a a bajnoki cím megszerzésére. A nyitófutamon a mezőny közepéről kezdett és mivel ott a 15. lett és legfőbb riválisa, Hauger pódiumra állhatott hivatalosan is nem maradt esélye a végső sikerre. A főversenyen pole-pozícióból várta a piros lámpák kialvását és csapattársa, Clément Novalak támadásait kivédekezve megnyerte az évad utolsó versenyét, amivel bebiztosította 2. helyét a tabellán, valamint segített csapatának a konstruktőri bajnoki cím elhódításában.

### Formula–2
2021. november 30-án hivatalossá vált, hogy a 2021-es FIA Formula–2 szezon utolsó két fordulójára ő veszi át a pénzügyi gondok miatt távozni kényszerülő Richard Verschoor helyét a holland MP Motorsport csapatánál. December 4-én a vadonatúj dzsiddai utcai pályán egészen az 5. helyig zárkózott fel. December 3-án a Yas Marina aszfaltcsíkon az időmérőedzésen a 2. lett egy 1:35,290-es köridővel Oscar Piastri mögött. Egy nappal később a második sprintversenyen nyolcadikként intette le a kockás zászló. A főversenyen az első sorból kezdve Cso Kuan-jüvel párbajozott és az egyik kanyarban kicsúszott a bukótérbe, ami miatt autójának hátsó része megsérült, így kiesett.
2021. december 13-án bejelentésre került, hogy Szató Marinoval együtt a konstruktőri második Virtuosi Racing pilótája lesz 2022-ben.

### Formula–1
2017 szeptemberében a Red Bull Junior Team tagja lett. 2021-re kikerült a hivatalos programból, de az energiaitalos cég továbbra is támogatta. 2022. január 14-én az osztrák vállalat bejelentette fiatal versenyzőik listáját, melyben nem szerepelt Doohan neve. 2022 februárjában az Alpine F1 Team bejelentette, hogy a versenyzői akadémiájukhoz Doohan és Olli Caldwell csatlakozott. 2024. augusztus 23-án jelentette be az Alpine, hogy Pierre Gasly csapattársa lesz a 2025-ös szezonban, ezzel ő lett az első Alpine-akadémista, aki versenyzői ülést kapott a csapatnál. A 2024-es szezon utolsó futamán abu-dzabiban ő vezette Esteban Ocon autóját, miután a francia pilóta idő előtt távozott a csapattól.

## Eredményei

### Karrier összefoglaló
| Szezon  | Bajnokság                      | Csapat                       | Verseny           | Győzelem          | Pole              | Leggyorsabb kör   | Dobogós helyezés  | Pont              | Helyezés          |
| ------- | ------------------------------ | ---------------------------- | ----------------- | ----------------- | ----------------- | ----------------- | ----------------- | ----------------- | ----------------- |
| 2018    | Brit Formula–4-bajnokság       | TRS Arden Junior Racing Team | 30                | 3                 | 0                 | 7                 | 12                | 328               | 5.                |
| 2018    | ADAC Formula–4-bajnokság       | Prema Theodore Racing        | 8                 | 0                 | 0                 | 1                 | 0                 | 35                | 12.               |
| 2018    | Olasz Formula–4-bajnokság      | Prema Theodore Racing        | 6                 | 0                 | 0                 | 0                 | 0                 | 9                 | 20.               |
| 2018–19 | MRF Challenge Formula–2000     | MRF Racing                   | 5                 | 0                 | 0                 | 0                 | 2                 | 50                | 9.                |
| 2019    | Euroformula Open-bajnokság     | Double R Racing              | 16                | 0                 | 0                 | 0                 | 2                 | 79                | 11.               |
| 2019    | Formula–3 Ázsia-bajnokság      | Hitech Grand Prix            | 15                | 5                 | 1                 | 5                 | 13                | 276               | 2.                |
| 2019    | Formula–3 Téli Ázsia-bajnokság | Hitech Grand Prix            | 3                 | 0                 | 0                 | 0                 | 2                 | 0                 | HN‡               |
| 2019–20 | Formula–3 Ázsia-bajnokság      | Pinnacle Motorsport          | 15                | 5                 | 4                 | 5                 | 10                | 229               | 2.                |
| 2020    | Formula–3                      | HWA Racelab                  | 18                | 0                 | 0                 | 0                 | 0                 | 0                 | 26.               |
| 2021    | Formula–3                      | Trident                      | 20                | 4                 | 2                 | 1                 | 7                 | 179               | 2.                |
| 2021    | Formula–2                      | MP Motorsport                | 6                 | 0                 | 0                 | 0                 | 0                 | 7                 | 19.               |
| 2022    | Formula–2                      | Virtuosi Racing              | 28                | 3                 | 3                 | 4                 | 6                 | 128               | 6.                |
| 2023    | Formula–2                      | Invicta Virtuosi Racing      | 25                | 3                 | 2                 | 3                 | 5                 | 168               | 3.                |
| 2023    | Formula–1                      | BWT Alpine F1 Team           | Tartalékversenyző | Tartalékversenyző | Tartalékversenyző | Tartalékversenyző | Tartalékversenyző | Tartalékversenyző | Tartalékversenyző |
| 2024    | Formula–1                      | BWT Alpine F1 Team           | 1                 | 0                 | 0                 | 0                 | 0                 | 0                 | 24.               |
| 2025    | Formula–1                      | BWT Alpine F1 Team           | 6                 | 0                 | 0                 | 0                 | 0                 | 0                 | 21*               |

* A szezon jelenleg is zajlik.
‡ Mivel Doohan vendégpilóta volt, ezért nem részesült bajnoki pontokban.

### Teljes FIA Formula–3-as eredménysorozata
(Táblázat értelmezése)

(Félkövér: pole-pozícióból indult; dőlt: leggyorsabb kört futott) 

| Év   | Csapat      | 1           | 2           | 3           | 4           | 5          | 6          | 7           | 8           | 9           | 10          | 11         | 12         | 13         | 14         | 15         | 16         | 17         | 18         | 19         | 20        | 21        | Helyezés | Pont |
| ---- | ----------- | ----------- | ----------- | ----------- | ----------- | ---------- | ---------- | ----------- | ----------- | ----------- | ----------- | ---------- | ---------- | ---------- | ---------- | ---------- | ---------- | ---------- | ---------- | ---------- | --------- | --------- | -------- | ---- |
| 2020 | HWA Racelab | AUT1 FEA 14 | AUT1 SPR Ki | AUT2 FEA 22 | AUT2 SPR 20 | HUN FEA Ki | HUN SPR 25 | GBR1 FEA KI | GBR1 SPR 27 | GBR2 FEA 26 | GBR2 SPR 21 | ESP FEA 14 | ESP SPR 15 | BEL FEA 12 | BEL SPR Ki | ITA FEA 17 | ITA SPR 21 | MUG FEA 13 | MUG SPR 11 |            |           |           | 26.      | 0    |
| 2021 | Trident     | ESP SP1 17  | ESP SP2 8   | ESP FEA 2   | FRA SP1 7   | FRA SP2 5  | FRA FEA 1  | AUT SP1 3   | AUT SP2 7   | AUT FEA 27  | HUN SP1 9   | HUN SP2 13 | HUN FEA 3  | BEL SP1 12 | BEL SP2 1  | BEL FEA 1  | NED SP1 6  | NED SP2 18 | NED FEA 4  | RUS SP1 15 | RUS SP2 T | RUS FEA 1 | 2.       | 179  |

### Teljes FIA Formula–2-es eredménysorozata
(Táblázat értelmezése)

(Félkövér: pole-pozícióból indult; dőlt: leggyorsabb kört futott) 

| Év   | Csapat          | 1          | 2          | 3          | 4         | 5          | 6          | 7           | 8          | 9         | 10         | 11         | 12         | 13        | 14        | 15        | 16         | 17         | 18        | 19         | 20         | 21         | 22         | 23        | 24         | 25        | 26         | 27        | 28         | Helyezés | Pont |
| ---- | --------------- | ---------- | ---------- | ---------- | --------- | ---------- | ---------- | ----------- | ---------- | --------- | ---------- | ---------- | ---------- | --------- | --------- | --------- | ---------- | ---------- | --------- | ---------- | ---------- | ---------- | ---------- | --------- | ---------- | --------- | ---------- | --------- | ---------- | -------- | ---- |
| 2021 | MP Motorsport   | BHR SP1    | BHR SP2    | BHR FEA    | MON SP1   | MON SP2    | MON FEA    | AZE SP1     | AZE SP2    | AZE FEA   | GBR SP1    | GBR SP2    | GBR FEA    | ITA SP1   | ITA SP2   | ITA FEA   | RUS SP1    | RUS SP2    | RUS FEA   | KSA SP1 11 | KSA SP2 5  | KSA FEA 13 | UAE SP1 11 | UAE SP2 8 | UAE FEA Ki |           |            |           |            | 19.      | 7    |
| 2022 | Virtuosi Racing | BHR SPR 10 | BHR FEA 10 | KSA SPR Ki | KSA FEA 9 | IMO SPR 11 | IMO FEA Ki | ESP SPR 6   | ESP FEA 2  | MON SPR 7 | MON FEA 4  | AZE SPR 11 | AZE FEA 13 | GBR SPR 1 | GBR FEA 9 | AUT SPR 3 | AUT FEA 19 | FRA SPR 4  | FRA FEA 5 | HUN SPR 1  | HUN FEA Ki | BEL SPR 2  | BEL FEA 1  | NED SPR 9 | NED FEA Ki | ITA SPR 6 | ITA FEA Ki | UAE SPR 7 | UAE FEA Ki | 6.       | 128  |
| 2023 | Virtuosi Racing | BHR SPR 11 | BHR FEA 16 | KSA SPR 7  | KSA FEA 2 | AUS SPR Ki | AUS FEA 8  | AZE SPR 17† | AZE FEA 15 | MON SPR 6 | MON FEA Ki | ESP SPR 5  | ESP FEA 6  | AUT SPR 7 | AUT FEA 4 | GBR SPR 3 | GBR FEA 4  | HUN SPR 10 | HUN FEA 1 | BEL SPR 5  | BEL FEA 1  | NED SPR 6^ | NED FEA Ni | ITA SPR 9 | ITA FEA 6  | UAE SPR 6 | UAE FEA 1  |           |            | 3.       | 168  |

† A versenyt nem fejezte be, de helyezését értékelték, mert a versenytáv több, mint 90%-át teljesítette.
^ A versenyt kevesebb, mint 2 kör után félbeszakították, így nem osztottak pontokat.

### Teljes Formula–1-es eredménysorozata
(Táblázat értelmezése)

(Félkövér: pole-pozícióból indult; dőlt: leggyorsabb kört futott) 

| Év   | Csapat | 1      | 2      | 3      | 4      | 5      | 6      | 7   | 8   | 9      | 10  | 11  | 12     | 13  | 14  | 15  | 16  | 17  | 18  | 19     | 20     | 21  | 22     | 23  | 24     | Helyezés | Pont |
| ---- | ------ | ------ | ------ | ------ | ------ | ------ | ------ | --- | --- | ------ | --- | --- | ------ | --- | --- | --- | --- | --- | --- | ------ | ------ | --- | ------ | --- | ------ | -------- | ---- |
| 2022 | Alpine | BHR    | SAU    | AUS    | EMI    | MIA    | ESP    | MON | AZE | CAN    | GBR | AUT | FRA    | HUN | BEL | NED | ITA | SIN | JPN | USA    | MEX Tp | BRA | UAE Tp |     |        | —        | —    |
| 2023 | Alpine | BHR    | SAU    | AUS    | AZE    | MIA    | MON    | ESP | CAN | AUT    | GBR | HUN | BEL    | NED | ITA | SIN | JPN | QAT | USA | MEX Tp | BRA    | LVS | UAE Tp |     |        | —        | —    |
| 2024 | Alpine | BHR    | SAU    | AUS    | JPN    | CHN    | MIA    | EMI | MON | CAN Tp | ESP | AUT | GBR Tp | HUN | BEL | NED | ITA | AZE | SIN | USA    | MEX    | BRA | LVS    | QAT | UAE 15 | 24.      | 0    |
| 2025 | Alpine | AUS Ki | CHN 13 | JPN 15 | BHR 14 | SAU 17 | MIA Ki | EMI | MON | ESP    | CAN | AUT | GBR    | BEL | HUN | NED | ITA | AZE | SIN | USA    | MEX    | BRA | LVS    | QAT | UAE    | 21.*     | 0*   |

* A szezon jelenleg is zajlik.